# ジョン・ベリーマン (詩人)
ジョン・ベリーマン（John Berryman、1914年10月25日 - 1972年1月7日）はアメリカ合衆国の詩人。

## 経歴
オクラホマ州マッカリスターに生まれる。父親をピストル自殺で亡くす。コロンビア大学を経て、1936年に奨学金を得てケンブリッジ大学に入学。デトロイトのウェイン州立大学で教えた後に、ハーバード大学とプリンストン大学でポストを得る。1955年から1972年の死去までミネソタ大学の教授を務めた。
1965年に「77 Dream Songs」でピューリッツァー賞 詩部門を、1969年に「His Toy, His Dream, His Rest」で全米図書賞を受賞。ロバート・ローウェルやＷ・Ｄ・スノッドグラス、シルヴィア・プラス、アン・セクストンなどとともに「告白派」と称された。アルコール中毒を患い、父親をなぞるようにミネアポリスで飛び降り自殺により死去した。